# Flaga Kraju Ałtajskiego
Flaga Kraju Ałtajskiego – flaga o proporcjach 1:5, przyjęta 29 czerwca 2000 r. - wzorowana na fladze Rosyjskiej FSRR. Podobnie jak ona składa się z dwóch płatów:
- wąski pionowy pas w kolorze niebieskim - od strony drzewca
- dominująca płat w kolorze czerwonym - zajmuje całą część swobodną flagi oraz fragment części czołowej płata flagowego

W centralnej części płata czerwonego znajduje się herb kraju, natomiast na tle pasa niebieskiego - żółte geometryczny obraz przedstawiający kłos pszenicy. Część czerwona i niebieska są od siebie oddzielone bardzo wąskim paskiem barwy białej.